# Lise Westzynthius
Lise Westzynthius (født 23. februar 1975 i Åbyhøj) er en dansk sangerinde, sangskriver og musiker. I 1994 dannede hun indierock-bandet Luksus med bl.a. Mikael Simpson og Henrik Vibskov. Efter bandets opløsning i 2001 udgav hun et album med Nikolaj Nørlund i hans projekt The Rhonda Harris. I 2002 kom hendes første soloalbum, Heavy Dream. Debutalbummet gav to nomineringer ved Årets Steppeulv i 2003 i kategorierne "Årets vokalist" og "Årets håb". Hun blev desuden nomineret til "Årets sangerinde" ved Danish Music Awards. Efter udgivelsen af Rock, You Can Fly i 2004, modtog hun i 2005 Statens Kunstfonds treårige arbejdslegat på 240.000 kroner. I 2006 blev hun nomineret i kategorierne "Årets vokalist" og "Årets album" ved Steppeulv-uddelingen. I 2007 udgav hun det engelsksprogede album Siberian Mission og i 2012 den dansksprogede debut Tæt På En Kold Favn. Sidstnævnte indbragte Westzynthius to nomineringer i kategorierne "Årets tekstforfatter" og "Årets sang" (for sangen Jeg Glæder Mig (Til At Slå Dig Ihjel) ved årets Steppeulv-uddeling (2013). I 2018 udgav hun soloalbummet JA til femstjernede anmeldelser. I 2021 grundlagde hun og forfatter Bjørn Rasmussen det feministiske kunstnerkollektiv Solen er sexet, som året senere udgav deres debutalbum Solen er Sexet (2022). I 2023 skabte Solen er sexet musik til teaterforestillingen Traum på Aarhus Teater, og senere samme år udgav kollektivet poesibogen Æter nr. 5 på forlaget Arkiv For Detaljer (2023). Westzynthius modtog samme år Autors hæderspris (2023).
Sideløbende har Westzynthius samarbejdet med forfatterne Lone Hørslev og som nævnt Bjørn Rasmussen, ligesom hun har turneret og indspillet med Sebastian, Niels Skousen m.fl.
Westzynthius er datter af en finlandssvensk mor og en dansk far. Hun boede en overgang i Ry ved Skanderborg sammen med sangeren Peter Sommer og deres fælles barn, Ivan. De er nu gået fra hinanden, og i dag bor hun på Christianshavn, hvor hun også boede i slutningen af 1990'erne og begyndelsen af 00'erne.

## Diskografi
- Heavy Dream (2002).
- Rock, You Can Fly (2004).
- Siberian Mission (2007).
- Tæt På En Kold Favn (2012).
- Ja (2018).

Med Solen er Sexet:
- Solen er Sexet (2022)

Med Luksus:
- Luksus (1997).
- Repertoire (1998).

Med The Rhonda Harris
- The Trouble With Rhonda Harris (2001).